# 272-й мотострелковый полк
272-й мотострелковый полк (272 мсп, в/ч 36994) — тактическое формирование Сухопутных войск Российской Федерации. Находится в составе 47-й танковой дивизии.

## История
272-й мотострелковый полк создан не позднее 2022 года. Полк участвовал во вторжении на Украину.
В ноябре 2023 года полк действовал в направлении Стельмаховки Сватовского района Луганской области.
На конец января 2024 года полк действовал в районе Табаевки и Крахмального Купянского района Харьковской области в составе 47-й танковой дивизии.
В мае 2024 года, по данным ISW, подразделения полка действовали под Волчанском.